# 鳥出神社
鳥出神社（とりでじんじゃ）は、三重県四日市市富田にある神社である。式内社で、旧社格は県社。

## 祭神

### 主祭神
日本武尊、事代主神

#### 配神
宇迦之御霊命、蛭子命、天照大御神、天石戸別神、大鷦鷯天皇、波邇夜須毘古神、波邇夜須毘賣神、應神天皇、天児屋根命、大山祇神、菅原道真

## 由緒
正応元年と安永9年の大火により、古文書を消失したため、当社の創祀の年代は詳らかでないが、延喜式神名帳にはすでに記されている。朝明地方における中心の神社として崇敬を受けていた。
また、江戸時代には富田六郷の総氏神として信仰を集めていた。
1906年（明治39年）、神饌幣帛料供進社に指定。1907年および1908年（明治40年および41年）には近郷の神社を合祀した。1942年（昭和17年）に県社に列せられた。
本社の造営に当たっては、天正13年以来伊勢神宮の式年遷宮毎に古材を拝領して行われる古例があり、現在の本殿、拝門、瑞垣、鳥居、社務所などは、いずれもこれにより営繕されている。

## 祭祀
- 1月1日：歳旦祭
- 7月20日：蛭子祭
- 8月14・15日：鎮火祭・例祭
- 9月23日：がに祭り

### 鳥出神社の鯨船行事
鳥出神社の鯨船行事は、1997年（平成9年）に国の重要無形民俗文化財に指定され、2016年（平成28年）には日本各地の33件の山・鉾・屋台行事の一つとしてユネスコの無形文化遺産に登録された。
8月14日に鎮火祭が行われたのち、町練りが始められ、15日には鳥出神社への練込が行われる。

## 文化財
四日市市指定重要有形民俗文化財 奉納御座船模型（2隻）

## 授与品
- こども守と縁結びと安産及び健康長寿関係の授与品
- 鯨船守り1000円と勝運守

## アクセス
- 近鉄富田駅より徒歩約8分
- JR富田駅より徒歩約8分